# Amstel Gold Race 2021
Amstel Gold Race 2021 var den 55. udgave af den hollandske klassiker Amstel Gold Race. Cykelløbet blev kørt den 18. april 2021 med start i Valkenburg og mål i Berg en Terblijt. Løbet var det femtende arrangement på UCI World Tour 2021. Den oprindelige 55. udgave blev i 2020 aflyst på grund af coronaviruspandemien.
Belgiske Wout van Aert fra Team Jumbo-Visma vandt løbet efter målfoto foran britiske Tom Pidcock fra Ineos Grenadiers. Tyske Maximilian Schachmann fra Bora-Hansgrohe endte på tredjepladsen.

## Resultat
| \| Samlede stilling \| Samlede stilling \| Samlede stilling \| Samlede stilling \| Samlede stilling \| \| Rytter \| Rytter \| Hold \| Tid \| \| \| ---------------- \| --------------------- \| --------------------- \| ---------------- \| ---------------- \| \| 1. \| Wout van Aert \| Jumbo-Visma \| 5t 03' 29" \| \| \| 2. \| Tom Pidcock \| Ineos Grenadiers \| + 0" \| \| \| 3. \| Maximilian Schachmann \| Bora-Hansgrohe \| + 0" \| \| \| 4. \| Michael Matthews \| BikeExchange \| + 3" \| \| \| 5. \| Alejandro Valverde \| Movistar Team \| + 3" \| \| \| 6. \| Julian Alaphilippe \| Deceuninck-Quick Step \| + 3" \| \| \| 7. \| Kristian Sbaragli \| Alpecin-Fenix \| + 3" \| \| \| 8. \| Michał Kwiatkowski \| Ineos Grenadiers \| + 3" \| \| \| 9. \| Matej Mohorič \| Bahrain Victorious \| + 3" \| \| \| 10. \| Tosh Van der Sande \| Lotto-Soudal \| + 3" \| \| \| 11. \| Alex Aranburu \| Astana-Premier Tech \| + 3" \| \| \| 12. \| Matteo Trentin \| UAE Team Emirates \| + 3" \| \| \| 13. \| Michael Valgren \| EF Education-Nippo \| + 3" \| \| \| 14. \| Patrick Konrad \| Bora-Hansgrohe \| + 3" \| \| \| 15. \| Tiesj Benoot \| Team DSM \| + 3" \| \| |                       |                       |            |
| |                       |                       |            |
| Kilde: ProCyclingStats |                       |                       |            |
| Samlede stilling |                       |                       |            |
| Rytter | Rytter                | Hold                  | Tid        |
| 1. | Wout van Aert         | Jumbo-Visma           | 5t 03' 29" |
| 2. | Tom Pidcock           | Ineos Grenadiers      | + 0"       |
| 3. | Maximilian Schachmann | Bora-Hansgrohe        | + 0"       |
| 4. | Michael Matthews      | BikeExchange          | + 3"       |
| 5. | Alejandro Valverde    | Movistar Team         | + 3"       |
| 6. | Julian Alaphilippe    | Deceuninck-Quick Step | + 3"       |
| 7. | Kristian Sbaragli     | Alpecin-Fenix         | + 3"       |
| 8. | Michał Kwiatkowski    | Ineos Grenadiers      | + 3"       |
| 9. | Matej Mohorič         | Bahrain Victorious    | + 3"       |
| 10. | Tosh Van der Sande    | Lotto-Soudal          | + 3"       |
| 11. | Alex Aranburu         | Astana-Premier Tech   | + 3"       |
| 12. | Matteo Trentin        | UAE Team Emirates     | + 3"       |
| 13. | Michael Valgren       | EF Education-Nippo    | + 3"       |
| 14. | Patrick Konrad        | Bora-Hansgrohe        | + 3"       |
| 15. | Tiesj Benoot          | Team DSM              | + 3"       |

## Hold og ryttere
| UCI WorldTeams (19)- AG2R Citroën Team - Astana-Premier Tech - Bahrain Victorious - Bora-Hansgrohe - Cofidis - Deceuninck-Quick Step - EF Education-Nippo - Groupama-FDJ - Ineos Grenadiers - Intermarché-Wanty-Gobert Matériaux - Israel Start-Up Nation - Jumbo-Visma - Lotto Soudal - Movistar Team - Qhubeka Assos - Team BikeExchange - Team DSM - Trek-Segafredo - UAE Team Emirates UCI ProTeams (6)- Alpecin-Fenix - Arkéa-Samsic - Bingoal Pauwels Sauces WB - Gazprom-RusVelo - Sport Vlaanderen-Baloise - Uno-X Pro Cycling Team |
| |

### Danske ryttere
| Danske ryttere på startlisten |                         |                     |           |
| Rygnummer                     | Rytter                  | Hold                | Placering |
| 17                            | Jonas Vingegaard        | Team Jumbo-Visma    | 115       |
| 37                            | Alexander Kamp          | Trek-Segafredo      | DNF       |
| 112                           | Christopher Juul-Jensen | Team BikeExchange   | 121       |
| 121                           | Michael Valgren         | EF Education-Nippo  | 13        |
| 124                           | Magnus Cort             | EF Education-Nippo  | 39        |
| 141                           | Jakob Fuglsang          | Astana-Premier Tech | 38        |
| 175                           | Søren Kragh Andersen    | Team DSM            | DNF       |
| 187                           | Mikkel Bjerg            | UAE Team Emirates   | 79        |

* DNF = gennemførte ikke

### Startliste
| Deceuninck-Quick Step DQT | Deceuninck-Quick Step DQT           | Deceuninck-Quick Step DQT |
| ------------------------- | ----------------------------------- | ------------------------- |
| Nr.                       | Rytter                              | Placering                 |
| 1                         | Julian Alaphilippe (FRA) (landevej) | 6.                        |
| 2                         | Mattia Cattaneo (ITA)               | 112.                      |
| 3                         | Rémi Cavagna (FRA)                  | 70.                       |
| 4                         | Mauri Vansevenant (BEL)             | 67.                       |
| 5                         | Ian Garrison (USA)                  | DNF                       |
| 6                         | Florian Sénéchal (FRA)              | 111.                      |
| 7                         | Pieter Serry (BEL)                  | 75.                       |

| Jumbo-Visma TJV | Jumbo-Visma TJV                | Jumbo-Visma TJV |
| --------------- | ------------------------------ | --------------- |
| Nr.             | Rytter                         | Placering       |
| 11              | Primož Roglič (SLO) (landevej) | 69.             |
| 12              | Sam Oomen (NED)                | 91.             |
| 13              | Wout van Aert (BEL)            | 1.              |
| 14              | Lennard Hofstede (NED)         | DNF             |
| 15              | Paul Martens (GER)             | DNF             |
| 16              | Robert Gesink (NED)            | 93.             |
| 17              | Jonas Vingegaard (DEN)         | 115.            |

| Ineos Grenadiers IGD | Ineos Grenadiers IGD     | Ineos Grenadiers IGD |
| -------------------- | ------------------------ | -------------------- |
| Nr.                  | Rytter                   | Placering            |
| 21                   | Michał Kwiatkowski (POL) | 8.                   |
| 22                   | Dylan van Baarle (NED)   | 62.                  |
| 23                   | Tom Pidcock (GBR)        | 2.                   |
| 24                   | Richard Carapaz (ECU)    | 28.                  |
| 25                   | Michał Gołaś (POL)       | 108.                 |
| 26                   | Eddie Dunbar (IRL)       | 109.                 |
| 27                   | Luke Rowe (GBR)          | DNF                  |

| Trek-Segafredo TFS | Trek-Segafredo TFS   | Trek-Segafredo TFS |
| ------------------ | -------------------- | ------------------ |
| Nr.                | Rytter               | Placering          |
| 31                 | Bauke Mollema (NED)  | 64.                |
| 32                 | Jasper Stuyven (BEL) | DNF                |
| 33                 | Nicola Conci (ITA)   | 53.                |
| 34                 | Edward Theuns (BEL)  | 40.                |
| 35                 | Julien Bernard (FRA) | 78.                |
| 36                 | Toms Skujiņš (LAT)   | 86.                |
| 37                 | Alexander Kamp (DEN) | DNF                |

| AG2R Citroën Team ACT | AG2R Citroën Team ACT        | AG2R Citroën Team ACT |
| --------------------- | ---------------------------- | --------------------- |
| Nr.                   | Rytter                       | Placering             |
| 41                    | Greg Van Avermaet (BEL)      | 26.                   |
| 42                    | Bob Jungels (LUX)            | DNF                   |
| 43                    | Aurélien Paret-Peintre (FRA) | 18.                   |
| 44                    | Michael Schär (SUI)          | 83.                   |
| 45                    | Stan Dewulf (BEL)            | 74.                   |
| 46                    | Dorian Godon (FRA)           | 45.                   |
| 47                    | Clément Venturini (FRA)      | 22.                   |

| Bora-Hansgrohe BOH | Bora-Hansgrohe BOH          | Bora-Hansgrohe BOH |
| ------------------ | --------------------------- | ------------------ |
| Nr.                | Rytter                      | Placering          |
| 51                 | Maximilian Schachmann (GER) | 3.                 |
| 52                 | Wilco Kelderman (NED)       | 37.                |
| 53                 | Ide Schelling (NED)         | 56.                |
| 54                 | Cesare Benedetti (ITA)      | 119.               |
| 55                 | Patrick Gamper (AUT)        | 124.               |
| 56                 | Patrick Konrad (AUT)        | 14.                |
| 57                 | Marcus Burghardt (GER)      | 84.                |

| Qhubeka Assos TQA | Qhubeka Assos TQA       | Qhubeka Assos TQA |
| ----------------- | ----------------------- | ----------------- |
| Nr.               | Rytter                  | Placering         |
| 61                | Simon Clarke (AUS)      | 55.               |
| 62                | Michael Gogl (AUT)      | 51.               |
| 63                | Sander Armée (BEL)      | DNF               |
| 64                | Sean Bennett (USA)      | DNF               |
| 65                | Sergio Henao (COL)      | 30.               |
| 66                | Bert-Jan Lindeman (NED) | 89.               |
| 67                | Robert Power (AUS)      | 122.              |

| Israel Start-Up Nation ISN | Israel Start-Up Nation ISN | Israel Start-Up Nation ISN |
| -------------------------- | -------------------------- | -------------------------- |
| Nr.                        | Rytter                     | Placering                  |
| 71                         | Michael Woods (CAN)        | 32.                        |
| 72                         | Daryl Impey (RSA)          | 21.                        |
| 73                         | Jenthe Biermans (BEL)      | DNF                        |
| 74                         | Hugo Hofstetter (FRA)      | 110.                       |
| 75                         | Guillaume Boivin (CAN)     | DNF                        |
| 76                         | Krists Neilands (LAT)      | 36.                        |
| 77                         | Reto Hollenstein (SUI)     | DNF                        |

| Groupama-FDJ GFC | Groupama-FDJ GFC         | Groupama-FDJ GFC |
| ---------------- | ------------------------ | ---------------- |
| Nr.              | Rytter                   | Placering        |
| 81               | David Gaudu (FRA)        | 34.              |
| 82               | Rudy Molard (FRA)        | 23.              |
| 83               | Fabian Lienhard (SUI)    | DNF              |
| 84               | Matthieu Ladagnous (FRA) | 85.              |
| 85               | Valentin Madouas (FRA)   | 27.              |
| 86               | William Bonnet (FRA)     | DNF              |
| 87               | Romain Seigle (FRA)      | DNF              |

| Lotto-Soudal LTS | Lotto-Soudal LTS         | Lotto-Soudal LTS |
| ---------------- | ------------------------ | ---------------- |
| Nr.              | Rytter                   | Placering        |
| 91               | Tim Wellens (BEL)        | 29.              |
| 92               | Sylvain Moniquet (BEL)   | DNF              |
| 93               | Brent Van Moer (BEL)     | DNF              |
| 94               | Tomasz Marczyński (POL)  | DNF              |
| 95               | Stefano Oldani (ITA)     | 41.              |
| 96               | Tosh Van der Sande (BEL) | 10.              |
| 97               | Sébastien Grignard (BEL) | 105.             |

| Bahrain Victorious TBV | Bahrain Victorious TBV  | Bahrain Victorious TBV |
| ---------------------- | ----------------------- | ---------------------- |
| Nr.                    | Rytter                  | Placering              |
| 101                    | Wout Poels (NED)        | 58.                    |
| 102                    | Sonny Colbrelli (ITA)   | 72.                    |
| 103                    | Heinrich Haussler (AUS) | DNF                    |
| 104                    | Jan Tratnik (SLO)       | 47.                    |
| 105                    | Matej Mohorič (SLO)     | 9.                     |
| 106                    | Stephen Williams (GBR)  | 117.                   |
| 107                    | Dylan Teuns (BEL)       | 33.                    |

| BikeExchange BEX | BikeExchange BEX              | BikeExchange BEX |
| ---------------- | ----------------------------- | ---------------- |
| Nr.              | Rytter                        | Placering        |
| 111              | Michael Matthews (AUS)        | 4.               |
| 112              | Christopher Juul-Jensen (DEN) | 121.             |
| 113              | Esteban Chaves (COL)          | 65.              |
| 114              | Luka Mezgec (SLO)             | 97.              |
| 115              | Jack Bauer (NZL)              | 82.              |
| 116              | Dion Smith (NZL)              | 49.              |
| 117              | Robert Stannard (AUS)         | 92.              |

| EF Education-Nippo EFN | EF Education-Nippo EFN          | EF Education-Nippo EFN |
| ---------------------- | ------------------------------- | ---------------------- |
| Nr.                    | Rytter                          | Placering              |
| 121                    | Michael Valgren (DEN)           | 13.                    |
| 122                    | Lawson Craddock (USA)           | DNF                    |
| 123                    | Sergio Higuita (COL) (landevej) | 24.                    |
| 124                    | Magnus Cort (DEN)               | 39.                    |
| 125                    | Alex Howes (USA) (landevej)     | 87.                    |
| 126                    | Simon Carr (GBR)                | 59.                    |
| 127                    | Daniel Arroyave Cañas (COL)     | DNF                    |

| Intermarché-Wanty-Gobert Matériaux IWG | Intermarché-Wanty-Gobert Matériaux IWG | Intermarché-Wanty-Gobert Matériaux IWG |
| -------------------------------------- | -------------------------------------- | -------------------------------------- |
| Nr.                                    | Rytter                                 | Placering                              |
| 131                                    | Jan Bakelants (BEL)                    | 63.                                    |
| 132                                    | Aimé De Gendt (BEL)                    | DNF                                    |
| 133                                    | Quinten Hermans (BEL)                  | 20.                                    |
| 134                                    | Maurits Lammertink (NED)               | 114.                                   |
| 135                                    | Lorenzo Rota (ITA)                     | 44.                                    |
| 136                                    | Kevin Van Melsen (BEL)                 | DNF                                    |
| 137                                    | Loïc Vliegen (BEL)                     | 104.                                   |

| Astana-Premier Tech APT | Astana-Premier Tech APT           | Astana-Premier Tech APT |
| ----------------------- | --------------------------------- | ----------------------- |
| Nr.                     | Rytter                            | Placering               |
| 141                     | Jakob Fuglsang (DEN)              | 11.                     |
| 142                     | Aleksej Lutsenko (KAZ) (landevej) | 31.                     |
| 143                     | Alex Aranburu (ESP)               | 11.                     |
| 144                     | Omar Fraile (ESP)                 | 57.                     |
| 145                     | Hugo Houle (CAN)                  | DNF                     |
| 146                     | Samuele Battistella (ITA)         | DNF                     |
| 147                     | Stefan de Bod (RSA)               | DNF                     |

| Cofidis COF | Cofidis COF            | Cofidis COF |
| ----------- | ---------------------- | ----------- |
| Nr.         | Rytter                 | Placering   |
| 151         | Fernando Barceló (ESP) | 43.         |
| 152         | Nicolas Edet (FRA)     | DNF         |
| 153         | Rubén Fernández (ESP)  | DNF         |
| 154         | Simon Geschke (GER)    | 42.         |
| 155         | Emmanuel Morin (FRA)   | DNF         |
| 156         | Guillaume Martin (FRA) | 16.         |
| 157         | Anthony Perez (FRA)    | 61.         |

| Movistar Team MOV | Movistar Team MOV         | Movistar Team MOV |
| ----------------- | ------------------------- | ----------------- |
| Nr.               | Rytter                    | Placering         |
| 161               | Alejandro Valverde (ESP)  | 5.                |
| 162               | Jorge Arcas (ESP)         | DNF               |
| 163               | Johan Jacobs (SUI)        | DNF               |
| 164               | Lluís Mas (ESP)           | DNF               |
| 165               | Iván García Cortina (ESP) | DNF               |
| 166               | Gonzalo Serrano (ESP)     | 95.               |
| 167               | Carlos Verona (ESP)       | 60.               |

| Team DSM DSM | Team DSM DSM               | Team DSM DSM |
| ------------ | -------------------------- | ------------ |
| Nr.          | Rytter                     | Placering    |
| 171          | Tiesj Benoot (BEL)         | 15.          |
| 172          | Chad Haga (USA)            | DNF          |
| 173          | Nico Denz (GER)            | DNF          |
| 174          | Mark Donovan (GBR)         | 116.         |
| 175          | Søren Kragh Andersen (DEN) | DNF          |
| 176          | Martijn Tusveld (NED)      | 94.          |
| 177          | Kevin Vermaerke (USA)      | 73.          |

| UAE Team Emirates UAD | UAE Team Emirates UAD      | UAE Team Emirates UAD |
| --------------------- | -------------------------- | --------------------- |
| Nr.                   | Rytter                     | Placering             |
| 181                   | Matteo Trentin (ITA)       | 12.                   |
| 182                   | Rui Costa (POR) (landevej) | 54.                   |
| 183                   | Marc Hirschi (SUI)         | 35.                   |
| 184                   | Ivo Oliveira (POR)         | DNF                   |
| 185                   | Ryan Gibbons (RSA)         | 71.                   |
| 186                   | Jan Polanc (SLO)           | 52.                   |
| 187                   | Mikkel Bjerg (DEN)         | 79.                   |

| Alpecin-Fenix AFC | Alpecin-Fenix AFC       | Alpecin-Fenix AFC |
| ----------------- | ----------------------- | ----------------- |
| Nr.               | Rytter                  | Placering         |
| 191               | Oscar Riesebeek (NED)   | 99.               |
| 192               | Floris De Tier (BEL)    | 48.               |
| 193               | Xandro Meurisse (BEL)   | 101.              |
| 194               | Philipp Walsleben (GER) | DNF               |
| 195               | Kristian Sbaragli (ITA) | 7.                |
| 196               | Ben Tulett (GBR)        | 17.               |
| 197               | Jimmy Janssens (BEL)    | 66.               |

| Arkéa-Samsic ARK | Arkéa-Samsic ARK        | Arkéa-Samsic ARK |
| ---------------- | ----------------------- | ---------------- |
| Nr.              | Rytter                  | Placering        |
| 201              | Warren Barguil (FRA)    | 25.              |
| 202              | Benjamin Declercq (BEL) | DNF              |
| 203              | Łukasz Owsian (POL)     | 107.             |
| 204              | Amaury Capiot (BEL)     | DNF              |
| 205              | Christophe Noppe (BEL)  | DNF              |
| 206              | Laurent Pichon (FRA)    | 76.              |
| 207              | Connor Swift (GBR)      | 103.             |

| Sport Vlaanderen-Baloise SVB | Sport Vlaanderen-Baloise SVB | Sport Vlaanderen-Baloise SVB |
| ---------------------------- | ---------------------------- | ---------------------------- |
| Nr.                          | Rytter                       | Placering                    |
| 211                          | Ruben Apers (BEL)            | 80.                          |
| 212                          | Rune Herregodts (BEL)        | 118.                         |
| 213                          | Julian Mertens (BEL)         | DNF                          |
| 214                          | Thomas Sprengers (BEL)       | 96.                          |
| 215                          | Aaron Van Poucke (BEL)       | 100.                         |
| 216                          | Aaron Verwilst (BEL)         | DNF                          |
| 217                          | Jordi Warlop (BEL)           | 98.                          |

| Bingoal Pauwels Sauces WB BWB | Bingoal Pauwels Sauces WB BWB | Bingoal Pauwels Sauces WB BWB |
| ----------------------------- | ----------------------------- | ----------------------------- |
| Nr.                           | Rytter                        | Placering                     |
| 221                           | Boris Vallée (BEL)            | DNF                           |
| 222                           | Arjen Livyns (BEL)            | DNF                           |
| 223                           | Milan Menten (BEL)            | DNF                           |
| 224                           | Kenny Molly (BEL)             | 113.                          |
| 225                           | Luc Wirtgen (LUX)             | 46.                           |
| 226                           | Ludovic Robeet (BEL)          | DNF                           |
| 227                           | Tom Wirtgen (LUX)             | 106.                          |

| Gazprom-RusVelo GAZ | Gazprom-RusVelo GAZ      | Gazprom-RusVelo GAZ |
| ------------------- | ------------------------ | ------------------- |
| Nr.                 | Rytter                   | Placering           |
| 231                 | Roman Kreuziger (CZE)    | 81.                 |
| 232                 | Sergej Tjernetskij (RUS) | 90.                 |
| 233                 | Marco Canola (ITA)       | DNF                 |
| 234                 | Dmitrij Strakhov (RUS)   | 50.                 |
| 235                 | Ivan Rovnyj (RUS)        | 125.                |
| 236                 | Petr Rikunov (RUS)       | DNF                 |
| 237                 | Simone Velasco (ITA)     | 123.                |

| Uno-X Pro Cycling Team UXT | Uno-X Pro Cycling Team UXT    | Uno-X Pro Cycling Team UXT |
| -------------------------- | ----------------------------- | -------------------------- |
| Nr.                        | Rytter                        | Placering                  |
| 241                        | Jonas Abrahamsen (NOR)        | 68.                        |
| 242                        | Iver Skaarseth (NOR)          | DNF                        |
| 243                        | Markus Hoelgaard (NOR)        | 19.                        |
| 244                        | Jonas Iversby Hvideberg (NOR) | 88.                        |
| 245                        | Anders Skaarseth (NOR)        | 77.                        |
| 246                        | Martin Bugge Urianstad (NOR)  | 120.                       |
| 247                        | Syver Wærsted (NOR)           | 102.                       |

| Deceuninck-Quick Step DQT | Deceuninck-Quick Step DQT           | Deceuninck-Quick Step DQT |
| ------------------------- | ----------------------------------- | ------------------------- |
| Nr.                       | Rytter                              | Placering                 |
| 1                         | Julian Alaphilippe (FRA) (landevej) | 6.                        |
| 2                         | Mattia Cattaneo (ITA)               | 112.                      |
| 3                         | Rémi Cavagna (FRA)                  | 70.                       |
| 4                         | Mauri Vansevenant (BEL)             | 67.                       |
| 5                         | Ian Garrison (USA)                  | DNF                       |
| 6                         | Florian Sénéchal (FRA)              | 111.                      |
| 7                         | Pieter Serry (BEL)                  | 75.                       |

| Jumbo-Visma TJV | Jumbo-Visma TJV                | Jumbo-Visma TJV |
| --------------- | ------------------------------ | --------------- |
| Nr.             | Rytter                         | Placering       |
| 11              | Primož Roglič (SLO) (landevej) | 69.             |
| 12              | Sam Oomen (NED)                | 91.             |
| 13              | Wout van Aert (BEL)            | 1.              |
| 14              | Lennard Hofstede (NED)         | DNF             |
| 15              | Paul Martens (GER)             | DNF             |
| 16              | Robert Gesink (NED)            | 93.             |
| 17              | Jonas Vingegaard (DEN)         | 115.            |

| Ineos Grenadiers IGD | Ineos Grenadiers IGD     | Ineos Grenadiers IGD |
| -------------------- | ------------------------ | -------------------- |
| Nr.                  | Rytter                   | Placering            |
| 21                   | Michał Kwiatkowski (POL) | 8.                   |
| 22                   | Dylan van Baarle (NED)   | 62.                  |
| 23                   | Tom Pidcock (GBR)        | 2.                   |
| 24                   | Richard Carapaz (ECU)    | 28.                  |
| 25                   | Michał Gołaś (POL)       | 108.                 |
| 26                   | Eddie Dunbar (IRL)       | 109.                 |
| 27                   | Luke Rowe (GBR)          | DNF                  |

| Trek-Segafredo TFS | Trek-Segafredo TFS   | Trek-Segafredo TFS |
| ------------------ | -------------------- | ------------------ |
| Nr.                | Rytter               | Placering          |
| 31                 | Bauke Mollema (NED)  | 64.                |
| 32                 | Jasper Stuyven (BEL) | DNF                |
| 33                 | Nicola Conci (ITA)   | 53.                |
| 34                 | Edward Theuns (BEL)  | 40.                |
| 35                 | Julien Bernard (FRA) | 78.                |
| 36                 | Toms Skujiņš (LAT)   | 86.                |
| 37                 | Alexander Kamp (DEN) | DNF                |

| AG2R Citroën Team ACT | AG2R Citroën Team ACT        | AG2R Citroën Team ACT |
| --------------------- | ---------------------------- | --------------------- |
| Nr.                   | Rytter                       | Placering             |
| 41                    | Greg Van Avermaet (BEL)      | 26.                   |
| 42                    | Bob Jungels (LUX)            | DNF                   |
| 43                    | Aurélien Paret-Peintre (FRA) | 18.                   |
| 44                    | Michael Schär (SUI)          | 83.                   |
| 45                    | Stan Dewulf (BEL)            | 74.                   |
| 46                    | Dorian Godon (FRA)           | 45.                   |
| 47                    | Clément Venturini (FRA)      | 22.                   |

| Bora-Hansgrohe BOH | Bora-Hansgrohe BOH          | Bora-Hansgrohe BOH |
| ------------------ | --------------------------- | ------------------ |
| Nr.                | Rytter                      | Placering          |
| 51                 | Maximilian Schachmann (GER) | 3.                 |
| 52                 | Wilco Kelderman (NED)       | 37.                |
| 53                 | Ide Schelling (NED)         | 56.                |
| 54                 | Cesare Benedetti (ITA)      | 119.               |
| 55                 | Patrick Gamper (AUT)        | 124.               |
| 56                 | Patrick Konrad (AUT)        | 14.                |
| 57                 | Marcus Burghardt (GER)      | 84.                |

| Qhubeka Assos TQA | Qhubeka Assos TQA       | Qhubeka Assos TQA |
| ----------------- | ----------------------- | ----------------- |
| Nr.               | Rytter                  | Placering         |
| 61                | Simon Clarke (AUS)      | 55.               |
| 62                | Michael Gogl (AUT)      | 51.               |
| 63                | Sander Armée (BEL)      | DNF               |
| 64                | Sean Bennett (USA)      | DNF               |
| 65                | Sergio Henao (COL)      | 30.               |
| 66                | Bert-Jan Lindeman (NED) | 89.               |
| 67                | Robert Power (AUS)      | 122.              |

| Israel Start-Up Nation ISN | Israel Start-Up Nation ISN | Israel Start-Up Nation ISN |
| -------------------------- | -------------------------- | -------------------------- |
| Nr.                        | Rytter                     | Placering                  |
| 71                         | Michael Woods (CAN)        | 32.                        |
| 72                         | Daryl Impey (RSA)          | 21.                        |
| 73                         | Jenthe Biermans (BEL)      | DNF                        |
| 74                         | Hugo Hofstetter (FRA)      | 110.                       |
| 75                         | Guillaume Boivin (CAN)     | DNF                        |
| 76                         | Krists Neilands (LAT)      | 36.                        |
| 77                         | Reto Hollenstein (SUI)     | DNF                        |

| Groupama-FDJ GFC | Groupama-FDJ GFC         | Groupama-FDJ GFC |
| ---------------- | ------------------------ | ---------------- |
| Nr.              | Rytter                   | Placering        |
| 81               | David Gaudu (FRA)        | 34.              |
| 82               | Rudy Molard (FRA)        | 23.              |
| 83               | Fabian Lienhard (SUI)    | DNF              |
| 84               | Matthieu Ladagnous (FRA) | 85.              |
| 85               | Valentin Madouas (FRA)   | 27.              |
| 86               | William Bonnet (FRA)     | DNF              |
| 87               | Romain Seigle (FRA)      | DNF              |

| Lotto-Soudal LTS | Lotto-Soudal LTS         | Lotto-Soudal LTS |
| ---------------- | ------------------------ | ---------------- |
| Nr.              | Rytter                   | Placering        |
| 91               | Tim Wellens (BEL)        | 29.              |
| 92               | Sylvain Moniquet (BEL)   | DNF              |
| 93               | Brent Van Moer (BEL)     | DNF              |
| 94               | Tomasz Marczyński (POL)  | DNF              |
| 95               | Stefano Oldani (ITA)     | 41.              |
| 96               | Tosh Van der Sande (BEL) | 10.              |
| 97               | Sébastien Grignard (BEL) | 105.             |

| Bahrain Victorious TBV | Bahrain Victorious TBV  | Bahrain Victorious TBV |
| ---------------------- | ----------------------- | ---------------------- |
| Nr.                    | Rytter                  | Placering              |
| 101                    | Wout Poels (NED)        | 58.                    |
| 102                    | Sonny Colbrelli (ITA)   | 72.                    |
| 103                    | Heinrich Haussler (AUS) | DNF                    |
| 104                    | Jan Tratnik (SLO)       | 47.                    |
| 105                    | Matej Mohorič (SLO)     | 9.                     |
| 106                    | Stephen Williams (GBR)  | 117.                   |
| 107                    | Dylan Teuns (BEL)       | 33.                    |

| BikeExchange BEX | BikeExchange BEX              | BikeExchange BEX |
| ---------------- | ----------------------------- | ---------------- |
| Nr.              | Rytter                        | Placering        |
| 111              | Michael Matthews (AUS)        | 4.               |
| 112              | Christopher Juul-Jensen (DEN) | 121.             |
| 113              | Esteban Chaves (COL)          | 65.              |
| 114              | Luka Mezgec (SLO)             | 97.              |
| 115              | Jack Bauer (NZL)              | 82.              |
| 116              | Dion Smith (NZL)              | 49.              |
| 117              | Robert Stannard (AUS)         | 92.              |

| EF Education-Nippo EFN | EF Education-Nippo EFN          | EF Education-Nippo EFN |
| ---------------------- | ------------------------------- | ---------------------- |
| Nr.                    | Rytter                          | Placering              |
| 121                    | Michael Valgren (DEN)           | 13.                    |
| 122                    | Lawson Craddock (USA)           | DNF                    |
| 123                    | Sergio Higuita (COL) (landevej) | 24.                    |
| 124                    | Magnus Cort (DEN)               | 39.                    |
| 125                    | Alex Howes (USA) (landevej)     | 87.                    |
| 126                    | Simon Carr (GBR)                | 59.                    |
| 127                    | Daniel Arroyave Cañas (COL)     | DNF                    |

| Intermarché-Wanty-Gobert Matériaux IWG | Intermarché-Wanty-Gobert Matériaux IWG | Intermarché-Wanty-Gobert Matériaux IWG |
| -------------------------------------- | -------------------------------------- | -------------------------------------- |
| Nr.                                    | Rytter                                 | Placering                              |
| 131                                    | Jan Bakelants (BEL)                    | 63.                                    |
| 132                                    | Aimé De Gendt (BEL)                    | DNF                                    |
| 133                                    | Quinten Hermans (BEL)                  | 20.                                    |
| 134                                    | Maurits Lammertink (NED)               | 114.                                   |
| 135                                    | Lorenzo Rota (ITA)                     | 44.                                    |
| 136                                    | Kevin Van Melsen (BEL)                 | DNF                                    |
| 137                                    | Loïc Vliegen (BEL)                     | 104.                                   |

| Astana-Premier Tech APT | Astana-Premier Tech APT           | Astana-Premier Tech APT |
| ----------------------- | --------------------------------- | ----------------------- |
| Nr.                     | Rytter                            | Placering               |
| 141                     | Jakob Fuglsang (DEN)              | 11.                     |
| 142                     | Aleksej Lutsenko (KAZ) (landevej) | 31.                     |
| 143                     | Alex Aranburu (ESP)               | 11.                     |
| 144                     | Omar Fraile (ESP)                 | 57.                     |
| 145                     | Hugo Houle (CAN)                  | DNF                     |
| 146                     | Samuele Battistella (ITA)         | DNF                     |
| 147                     | Stefan de Bod (RSA)               | DNF                     |

| Cofidis COF | Cofidis COF            | Cofidis COF |
| ----------- | ---------------------- | ----------- |
| Nr.         | Rytter                 | Placering   |
| 151         | Fernando Barceló (ESP) | 43.         |
| 152         | Nicolas Edet (FRA)     | DNF         |
| 153         | Rubén Fernández (ESP)  | DNF         |
| 154         | Simon Geschke (GER)    | 42.         |
| 155         | Emmanuel Morin (FRA)   | DNF         |
| 156         | Guillaume Martin (FRA) | 16.         |
| 157         | Anthony Perez (FRA)    | 61.         |

| Movistar Team MOV | Movistar Team MOV         | Movistar Team MOV |
| ----------------- | ------------------------- | ----------------- |
| Nr.               | Rytter                    | Placering         |
| 161               | Alejandro Valverde (ESP)  | 5.                |
| 162               | Jorge Arcas (ESP)         | DNF               |
| 163               | Johan Jacobs (SUI)        | DNF               |
| 164               | Lluís Mas (ESP)           | DNF               |
| 165               | Iván García Cortina (ESP) | DNF               |
| 166               | Gonzalo Serrano (ESP)     | 95.               |
| 167               | Carlos Verona (ESP)       | 60.               |

| Team DSM DSM | Team DSM DSM               | Team DSM DSM |
| ------------ | -------------------------- | ------------ |
| Nr.          | Rytter                     | Placering    |
| 171          | Tiesj Benoot (BEL)         | 15.          |
| 172          | Chad Haga (USA)            | DNF          |
| 173          | Nico Denz (GER)            | DNF          |
| 174          | Mark Donovan (GBR)         | 116.         |
| 175          | Søren Kragh Andersen (DEN) | DNF          |
| 176          | Martijn Tusveld (NED)      | 94.          |
| 177          | Kevin Vermaerke (USA)      | 73.          |

| UAE Team Emirates UAD | UAE Team Emirates UAD      | UAE Team Emirates UAD |
| --------------------- | -------------------------- | --------------------- |
| Nr.                   | Rytter                     | Placering             |
| 181                   | Matteo Trentin (ITA)       | 12.                   |
| 182                   | Rui Costa (POR) (landevej) | 54.                   |
| 183                   | Marc Hirschi (SUI)         | 35.                   |
| 184                   | Ivo Oliveira (POR)         | DNF                   |
| 185                   | Ryan Gibbons (RSA)         | 71.                   |
| 186                   | Jan Polanc (SLO)           | 52.                   |
| 187                   | Mikkel Bjerg (DEN)         | 79.                   |

| Alpecin-Fenix AFC | Alpecin-Fenix AFC       | Alpecin-Fenix AFC |
| ----------------- | ----------------------- | ----------------- |
| Nr.               | Rytter                  | Placering         |
| 191               | Oscar Riesebeek (NED)   | 99.               |
| 192               | Floris De Tier (BEL)    | 48.               |
| 193               | Xandro Meurisse (BEL)   | 101.              |
| 194               | Philipp Walsleben (GER) | DNF               |
| 195               | Kristian Sbaragli (ITA) | 7.                |
| 196               | Ben Tulett (GBR)        | 17.               |
| 197               | Jimmy Janssens (BEL)    | 66.               |

| Arkéa-Samsic ARK | Arkéa-Samsic ARK        | Arkéa-Samsic ARK |
| ---------------- | ----------------------- | ---------------- |
| Nr.              | Rytter                  | Placering        |
| 201              | Warren Barguil (FRA)    | 25.              |
| 202              | Benjamin Declercq (BEL) | DNF              |
| 203              | Łukasz Owsian (POL)     | 107.             |
| 204              | Amaury Capiot (BEL)     | DNF              |
| 205              | Christophe Noppe (BEL)  | DNF              |
| 206              | Laurent Pichon (FRA)    | 76.              |
| 207              | Connor Swift (GBR)      | 103.             |

| Sport Vlaanderen-Baloise SVB | Sport Vlaanderen-Baloise SVB | Sport Vlaanderen-Baloise SVB |
| ---------------------------- | ---------------------------- | ---------------------------- |
| Nr.                          | Rytter                       | Placering                    |
| 211                          | Ruben Apers (BEL)            | 80.                          |
| 212                          | Rune Herregodts (BEL)        | 118.                         |
| 213                          | Julian Mertens (BEL)         | DNF                          |
| 214                          | Thomas Sprengers (BEL)       | 96.                          |
| 215                          | Aaron Van Poucke (BEL)       | 100.                         |
| 216                          | Aaron Verwilst (BEL)         | DNF                          |
| 217                          | Jordi Warlop (BEL)           | 98.                          |

| Bingoal Pauwels Sauces WB BWB | Bingoal Pauwels Sauces WB BWB | Bingoal Pauwels Sauces WB BWB |
| ----------------------------- | ----------------------------- | ----------------------------- |
| Nr.                           | Rytter                        | Placering                     |
| 221                           | Boris Vallée (BEL)            | DNF                           |
| 222                           | Arjen Livyns (BEL)            | DNF                           |
| 223                           | Milan Menten (BEL)            | DNF                           |
| 224                           | Kenny Molly (BEL)             | 113.                          |
| 225                           | Luc Wirtgen (LUX)             | 46.                           |
| 226                           | Ludovic Robeet (BEL)          | DNF                           |
| 227                           | Tom Wirtgen (LUX)             | 106.                          |

| Gazprom-RusVelo GAZ | Gazprom-RusVelo GAZ      | Gazprom-RusVelo GAZ |
| ------------------- | ------------------------ | ------------------- |
| Nr.                 | Rytter                   | Placering           |
| 231                 | Roman Kreuziger (CZE)    | 81.                 |
| 232                 | Sergej Tjernetskij (RUS) | 90.                 |
| 233                 | Marco Canola (ITA)       | DNF                 |
| 234                 | Dmitrij Strakhov (RUS)   | 50.                 |
| 235                 | Ivan Rovnyj (RUS)        | 125.                |
| 236                 | Petr Rikunov (RUS)       | DNF                 |
| 237                 | Simone Velasco (ITA)     | 123.                |

| Uno-X Pro Cycling Team UXT | Uno-X Pro Cycling Team UXT    | Uno-X Pro Cycling Team UXT |
| -------------------------- | ----------------------------- | -------------------------- |
| Nr.                        | Rytter                        | Placering                  |
| 241                        | Jonas Abrahamsen (NOR)        | 68.                        |
| 242                        | Iver Skaarseth (NOR)          | DNF                        |
| 243                        | Markus Hoelgaard (NOR)        | 19.                        |
| 244                        | Jonas Iversby Hvideberg (NOR) | 88.                        |
| 245                        | Anders Skaarseth (NOR)        | 77.                        |
| 246                        | Martin Bugge Urianstad (NOR)  | 120.                       |
| 247                        | Syver Wærsted (NOR)           | 102.                       |